# Llista de fauna endèmica a Menorca
Llista de fauna endèmica a Menorca
- Acanthocreagris balearica
- Acinopus pillipes bajeti
- Agabus nebulousus pratensis
- Agriotes sordidus scutellatus
- Alectoris rufa laubmanni
- Allolobophora fraissei
- Allolobophora mediterranea
- Alphasida depressa
- Amphimallus neorcanus
- Anthophora balearica
- Arctosa misella
- Armadillidium serrai
- Armadillidium strinatii
- Asida cardonae
- Asida planipennis minoricensis
- Atelerix algirus vagans
- Ballodillium pilosum
- Blaps bedeli torressalai
- Brachipterus pallipes
- Bufo vidris balearica
- Bythinopsis balearica
- Carduelis carduelis propeparva
- Carduelis chloris mallorcae
- Cathormiocerus canaliculatus
- Cenobelba parafoliata
- Cephennium franciscae
- Cephennium minoricum
- Cettia cetti salvatoris
- Chalicodoma sicula balearica
- Chthonius bellesi
- Cicindela campestris balearica
- Cisticola juncidis intermedia
- Corynoppia kosarovi maritima
- Coturnix coturnix minoricensis
- Crocidura graveolens balearica
- Dactylochelifer balearicus
- Danacaea pigmaea
- Danacaea ziczac
- Dendarus depressus
- Drilus amabilis
- Echinogammarus claptoczi ebustianus
- Echinogammarus pugnes minoricensis
- Eilema torstenii
- Eliomys quercinus gymnesicus
- Entamobora pseudoplicata
- Eostentomon coiffaiti
- Euacera numida balearica
- Eudecatoma mallorcae
- Euscorpius carpathicus balearicus
- Faronus insignis
- Felis catus jordansi
- Fingillia coelebs balearica
- Galerida theklae polatzeki
- Gonepteryx cleoptara balearica
- Gonglyonema pithyusensis
- Graptodytes kuchtae
- Harpaceta dufouri
- Helioctamenus hippopotamus
- Helochares lividus lidovici
- Helophorus filitarsis
- Helophorus punietanus
- Hemidactylus turcicus spinalis
- Hydraena balearica
- Hydrobius fuscipes balearicus
- Hyles euphorbiae balearica
- Hypotyhlus menorquensis
- Iberellus companyonii
- Kahmannia eliomydis
- Laccobius moraguesi
- Lasioderma bicolor
- Lepthyphantes balearicus
- Lithobius fagei
- Lithobius inermis
- Lithobius interruptus
- Lithobius microps oligospinus
- Lithobius piceus specus
- Luscinia megarhynchos luscinoides
- Macrothorax morbillosus balearicus
- Malthonica balearica
- Martes martes minoricensis
- Medetera roghii
- Memasoma coiffaiti
- Mercuria balearica
- Metacrangonyx longipes
- Minoricoppia balearica
- Miscicapa striata balearica
- Murella muralis mahonensis
- Myrmica aloba albuferensis
- Nanophyes hemisphaericus bivittatus
- Nemesia brauni
- Neobisium ischyrum balearicum
- Nesotes viridicollis viridicollis
- Nesticus dragani
- Ochthebius impresicollis numidicus
- Olimnius echinatus
- Ophyiulus traginoii menoricensis
- Orthomus balearicus
- Otiorrhynchus miramarae
- Otus scops mallorcae
- Oxychilus lentiformis
- Pachybrachys anoguttatus
- Parapseudoleptomesochra minoricae
- Paratyphlus cristobali
- Paratyphlus menorquinensis
- Parus major mallorcae
- Passer domesticus balearoibericus
- Percus plicatus clathratus
- Percus plicatus plicatus
- Phaleria pujeti
- Phylan semicostatus semicostatus
- Phyllodromica adspersa
- Phyllodromica llorenteae
- Pimelia criba
- Podarcis lilfordi addayae
- Podarcis lilfordi brauni
- Podarcis lilfordi carbonerae
- Podarcis lilfordi codrellensis
- Podarcis lilfordi fenni
- Podarcis lilfordi lilfordi
- Podarcis lilfordi porrosicola
- Podarcis lilfordi rodriquezi
- Podarcis lilfordi sargantanae
- Podarcis lilfordi balearica
- Polyomnatus icarus balearica
- Postorchigenes gymnesicus
- Pratanurida menorquina
- Pregalumna minoricana
- Proasellus coxalis gabriellae
- Prothesima semirufa
- Pseudoniphargus mercadali
- Pseudophysaloptera kahmanni
- Puffinus yelkouan mauretanicus
- Regulus ignicapillus balearicus
- Rhizotrogus lepidus
- Scaphiostumum palaearticum
- Scaurus balearicus
- Scybalicus minoricensis
- Scyhropus javeti
- Spauligodon cabrereae
- Spelaeoniscus coiffaiti
- Stenosis intricata
- Steropleurus balearicus
- Streptotelia turtur loei
- Sylvia atricapilla koenigi
- Sylvia sarda balearica
- Tentyria schaumi
- Tethysbaena scabra
- Theonoe major
- Thorectes balearicus
- Timarcha balearica
- Trochoidea nyeli nyeli
- Tudorella ferruginea
- Tuponia michalki menorcana
- Typhlocirolana moraguesi
- Tyto alba kleinschmidti
- Velia hoberlandi
- Xantholinus balearicus